# Yokuşbaşı, Honaz
Yokuşbaşı là một xã thuộc huyện Honaz, tỉnh Denizli, Thổ Nhĩ Kỳ. Dân số thời điểm năm 2010 là 422 người.